# پاتریارک‌نشین

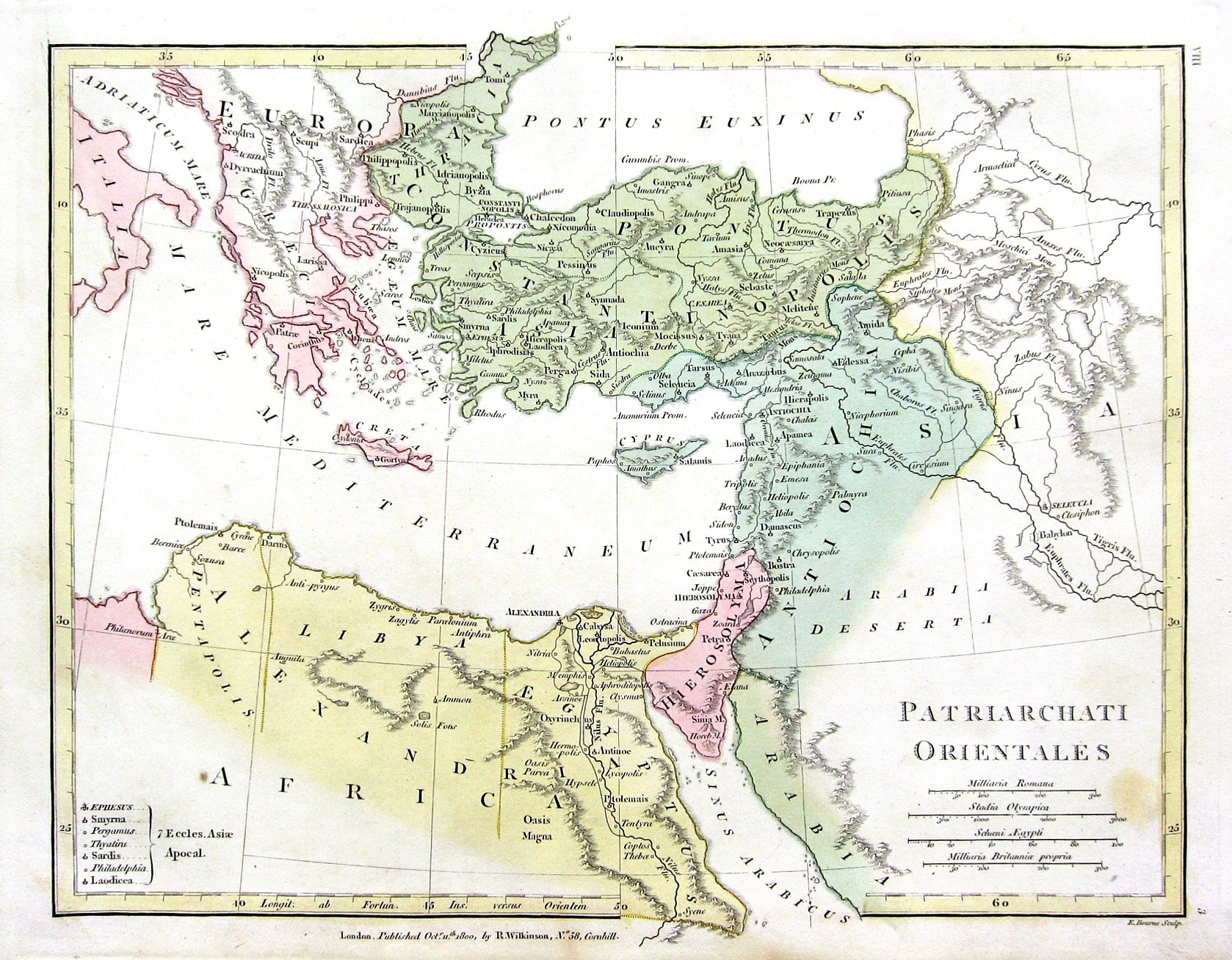
نقشه حوزه قدرت پنج پاتریارک‌نشین پس از شورای خلقیدون (۴۵۱)

پاتریارک‌نشین (یونانی: πατριαρχεῖον) اصطلاحی مربوط به کلیساشناسی در مسیحیت است که اداره و حوزه قضایی یک پاتریارک را تعیین می‌کند. در دوره حواریون در قرن اول میلادی سه پاتریارک‌نشین روم، انطاکیه و اسکندریه بنیان نهاده شد و دو پاتریارک‌نشین قسطنطنیه و اورشلیم نیز به ترتیب در قرن چهار و پنج به آن‌ها افزوده شد و این پنج پاتریارک‌نشین در سال ۴۳۱ میلادی در شورای افسوس به عنوان pentarchy به رسمیت شناخته شدند.
در تاریخ مسیحیت، پاتریارک‌نشین‌های اندکی توانستند توسط این پنج سریر اسقف به رسمیت شناخته شوند، اما در نهایت، با گسترش اسلام در خاورمیانه و شمال آفریقا، بیشتر آن‌ها تحت تأثیر اشغال نظامی سقوط کردند و به صورت پاتریارک‌نشین‌هایی افتخاری بدون قدرت اجرایی و قضایی درآمدند.